# Керр, Джон (актёр)
Джон Гринхэм Керр (англ. John Grinham Kerr; 15 ноября 1931, Нью-Йорк, Нью-Йорк — 2 февраля 2013, Пасадина, Калифорния) — американский актёр и юрист.

## Биография
Джон Гринхэм Керр родился 15 ноября 1931 года в Нью-Йорке. Его родители оба были актёры театра и кино: отец — Джеффри Керр (1895—1971, британец), мать — Джун Уокер (1900—1966, американка); дедушка по отцовской линии, Фредерик Керр (1858—1933), также был актёром театра и немого кино, снимавшимся как в Великобритании, так и в США, — поэтому Джон продолжил актёрскую династию.
Джон Керр учился в старшей школе «Академия Филлипса в Эксетере» (Новая Англия), потом в Гарвард-колледже.
С 1953 по 1958 год играл в театре, особенно на Бродвее, с 1953 года снимался для телевидения, с 1955 года стал появляться на широком экране. Вскоре он решил попробовать себя в качестве кинорежиссёра, и в этом ему был готов оказать помощь известный кинематографист Лео Пенн, однако Джон быстро разочаровался в новом направлении своей деятельности. Много позднее, во второй половине 1960-х годов, уже переехав на другой конец страны, в Калифорнию, Джон окончил в Лос-Анджелесскую Школу права (1966—1970) и стал практикующим юристом, что приносило ему даже больший доход, чем съёмки. С 1970 по 2000 год имел юридическую практику в Беверли-Хиллз, продолжая изредка сниматься в фильмах и сериалах.

### Личная жизнь и смерть
28 декабря 1952 года Джон Керр женился на Присцилле Смит, пара прожила вместе 20 лет, но затем они развелись. От этого брака остались трое детей: близнецы-дочери Джоселин и Ребекка и сын Майкл. В 1979 году Керр женился на Барбаре Чу, пара прожила вместе 34 года до самой смерти актёра, в этом браке Джон воспитывал двух приёмных детей (Шэрон и Крис) от первого брака Барбары.
Джон Керр скончался 2 февраля 2013 года от сердечной недостаточности в больнице «Хантингтон» в городе Пасадина (штат Калифорния). На момент смерти у него в живых остались жена, трое родных детей, двое приёмных, семь родных внуков и внучек и двое приёмных.

## Избранные работы

### Театр
- 1952—1953, Бродвей — «Бернардин» — Артур Бомонт
- 1953—1955, Бродвей — «Чай и симпатия»[англ.] — Том Ли
- 1954, Бродвей — «Всё лето напролёт» — Дон
- 1958, Бродвей, театр «Феникс» — «Адская машина»[фр.][2] — Одепий
- 1958, Бродвей — «Намёк на страсть» — Тони Бёрджесс

### Широкий экран
- 1955 — Паутина[англ.] / The Cobweb — Стивен Холт, художник с тягой к самоубийству, пациент психиатрического заведения
- 1956 — Гэби[англ.] / Gaby — капрал Грегори Уэнделл
- 1956 — Чай и симпатия / Tea and Sympathy — Том Робинсон Ли
- 1957 — Винтаж / The Vintage — Эрнесто Барандеро
- 1958 — Юг Тихого океана / South Pacific — лейтенант-морпех Джозеф Кейбл
- 1960 — Переполненное небо[англ.] / The Crowded Sky — Майк Рул, второй пилот
- 1961 — Колодец и маятник / The Pit and the Pendulum — Фрэнсис Барнард
- 1961 — Царь царей / King of Kings — мужчина, слушающий Нагорную проповедь (в титрах не указан)
- 1972 — Сделка, или Блюз о потерянной сумке с сорока кирпичами по пути из Беркли в Бостон[англ.] / Dealing: Or the Berkeley-to-Boston Forty-Brick Lost-Bag Blues — биржевой маклер (в титрах не указан)
- 1973 — Класс 44-го[англ.] / Class of '44 — бармен гостиницы «Форд» (в титрах не указан)
- 1981 — Дилетант — агент ЦРУ

### Телевидение
- 1963—1964 — Арест и судебное разбирательство[англ.] / Arrest and Trial — помощник прокурора Барри Пайн (в 18 эпизодах)
- 1965—1966 — Пейтон-Плейс / Peyton Place — окружной прокурор Джон Фоулер (в 75 эпизодах)
- 1967—1970 — ФБР / The F.B.I. — разные роли (в 7 эпизодах)
- 1971—1973 — Доктор Саймон Лок[англ.] / Dr. Simon Locke — разные роли (в 11 эпизодах)
- 1973—1976 — Полицейская история[англ.] / Police Story — разные роли (в 5 эпизодах)
- 1973—1975, 1977 — Улицы Сан-Франциско / The Streets of San Francisco — Джеральд О’Брайен (в 9 эпизодах)
- 1977 — Вашингтон: За закрытыми дверями[англ.] / Washington: Behind Closed Doors — Эштон (в 1 эпизоде)
- 1985 — Это мой парк / The Park Is Mine — репортёр на конференции

## Награды и номинации
- 1954 — «Тони» в категории «Лучшая мужская роль второго плана в пьесе» — победа.
- 1957 — «Золотой глобус» в категории «Лучший актёрский дебют среди мужчин» — победа.
- Премия Дональдсона[англ.]
- Премия Theatre World